# 二勝六莊嚴
二勝六莊嚴，或作二聖六莊嚴（藏語：རྒྱན་དྲུག་མཆོག་གཉིས།，藏语拼音：Gyanzhugqognyi/Gyanchugqognyi），藏傳佛教術語，為八位著論或者著疏印度佛教論師。其著作均為藏傳佛教必讀的哲學名著，多被編入五部大論之中。

## 名稱

### 六莊嚴
分別為龙树、聖天、无著和世亲、陈那、法称。

### 二聖
釋迦光與功德光。
此外還有，二稀有，即馬鳴菩薩（梵文： Aśvaghoṣa） 與寂天（梵文Śāntideva）。

## 內容
二勝六莊嚴分別在四種佛教哲學內有所貢獻。
1.開創與奠基中觀哲學的：
- 龍樹（Nāgārjuna，西元二世紀），代表性著作為《中論》。
- 圣天（或作提婆，Āryadeva，西元三世紀），為龍樹的弟子。

2.開創與奠基瑜伽行唯識學派學派的：
- 無著（Asaṅga，西元四世紀）
- 世亲 （Vasubandhu，西元四世紀），無著之弟，有千部論主的稱號，亦著有《阿毗达磨俱舍论》。

3.貢獻因明學的：
- 陳那（Dignāga ，約西元五世紀，約440年－520年），世亲弟子。代表性著作為《因明正理門論》與《集量論》。
- 法稱（Dharmakīrti，西元七世紀），相傳為陳那的再傳弟子，其著作“因明七論”之《釋量論》為陳那《集量論》的解釋。

4.貢獻戒律論的：
- 功德光（Guṇaprabha）為世亲的弟子，造了一部匯集四部毗奈耶內容精華的《律海藏》，也即人們通常所謂之《律經》
- 釋迦光（Śākyaprabha，西元八世紀），代表著作為《沙弥迦日迦三百颂》。